# Valinda
Valinda est une census-designated place située dans le comté de Los Angeles, dans l’État de Californie, aux États-Unis. Sa population s’élevait à 22 822 habitants lors du recensement de 2010.

## Démographie
| Groupe            | Valinda | Californie | États-Unis |
| ----------------- | ------- | ---------- | ---------- |
| Blancs            | 48,5    | 57,6       | 72,4       |
| Autres            | 33,0    | 17,4       | 6,4        |
| Asiatiques        | 11,9    | 13,1       | 4,8        |
| Métis             | 3,5     | 4,9        | 2,9        |
| Afro-Américains   | 1,9     | 6,2        | 12,6       |
| Amérindiens       | 1,1     | 1,0        | 0,9        |
| Total             | 100     | 100        | 100        |
|                   |         |            |            |
| Latino-Américains | 78,8    | 37,6       | 16,7       |

Selon l'American Community Survey, pour la période 2011-2015, 62,87 % de la population âgée de plus de 5 ans déclare parler espagnol à la maison, alors que 26,59 % déclare parler l'anglais, 5,31 % le tagalog, 2,53 % une langue chinoise, 1,93 % le vietnamien et 0,76 % une autre langue.

## Source
- (en) Cet article est partiellement ou en totalité issu de l’article de Wikipédia en anglais intitulé « Valinda, California » (voir la liste des auteurs).

1. ↑  (en) « Race and Hispanic or Latino: 2010 - State -- Place and (in selected states) County Subdivision », sur factfinder.census.gov (consulté le 26 mars 2018)
2. ↑  (en) « Language spoken at home by ability to speak english for the population 5 years and over », sur factfinder.census.gov.